# Parco nazionale di Boonoo-Boonoo
Il parco nazionale di Boonoo Boonoo (pronuncia "bunna bunoo" ) è un parco nazionale nel Nuovo Galles del Sud, in Australia, a 571 km a nord di Sydney e a 26 km a nord-est di Tenterfield.
Il fiume Boonoo Boonoo attraversa il parco e forma una cascata di 210 metri ed una gola ricoperta dalla foresta pluviale.
Tra le attrattive di questa zona ci sono l'escursionismo, il nuoto ed il campeggio.